# Ann Radcliffe
Ann Radcliffe (n. 9 iulie 1764 - d. 7 februarie 1823) a fost o romancieră engleză, considerată pionieră a romanului gotic.
A scris mai multe romane de groază și mister, cu implicații sociale, în care elementele romantice se îmbină cu cele realiste.
Cel mai cunoscut este Misterele din Udolpho (1794).

## Opera
- The Castles of Athlin and Dunbayne, 1 vol., 1789
- A Sicilian Romance, 2 vol., 1790
- The Romance of the Forest, 3 vol., 1791
- The Mysteries of Udolpho, 4 vol., 1794
- The Italian, 3 vol., 1797
- Gaston de Blondeville, 4 vol., 1826